# Rougetius rougetii
Rougetius rougetii е вид птица от семейство Rallidae, единствен представител на род Rougetius. Видът е почти застрашен от изчезване.

## Разпространение
Видът е разпространен в Еритрея и Етиопия.